# Centaurea kaynakiae
Centaurea kaynakiae — вид квіткових рослин айстрових (Asteraceae). Ендемік Туреччини.

## Середовище
Centaurea kaynakiae росте переважно на скелястих схилах на висоті 1000–1100 метрів.

## Морфологічна характеристика
Багаторічна, рясно розгалужена дерев'янисто кореневищна рослина з численними безплідними і плідними пагонами. Квітконосні стебла 10–20 см, прямі, висхідні, прості, притиснуті сіро-повстяні та листяні. Листя щільно притиснуто сіро-повстяні з обох боків. Прикореневі та нижні листки виразно черешкові, 40–70 × 8–12 мм, цілі або здебільшого перистороздільні з 1 парою коротких сегментів, кінцеві частки явно більші за бічні сегменти. Серединні листки черешкові, перистолопатеві, 30–60 × 10–15 мм. Верхні листки сидячі, цілокраї, частки закінчуються жовтим шипом довжиною 1–8 мм. Обгортка 20–22 × 9–13 мм, майже циліндрична, на верхній частині павутинна. Віночок жовтий, 18–20 мм завдовжки, край не променистий; частки віночка ниткоподібні, 5–6 мм завдовжки. Сім'янки 3–3,5 мм завдовжки, бурі, злегка кутасті. Папус довжиною 3,5–4 мм; внутрішній ряд довжиною 1 мм. Цвіте в червні-липні.